# Zemunik Donji
Zemunik Donji falu és község Horvátországban Zára megyében. Közigazgatásilag Smoković és Zemunik Gornji települések tartoznak hozzá.

## Fekvése
Zára központjától légvonalban 12 km-re, közúton 17 km-re keletre, Dalmácia északi részén, Ravni kotar síkságának közepén fekszik.

## Története
Történetének kezdetei az ókorig nyúlnak vissza, amikor az illírek egyik törzse a liburnok uralták ezt a vidéket. Ők építették a „Gradina” nevű helyen azt az erődítményt, melyet később a rómaiak is használtak és amelynek maradványai ma is megtalálhatók. A települést a középkorban Selmoniconak nevezték. I. Lajos magyar király idején megerősített hely volt, amikor 1346-ban a velenceiek által szorongatott Zára segítségére sietett. 1409-től Dalmácia többi részéhez hasonlóan velencei uralom alatt állt. 1570-ben elfoglalta a török és egyik jelentős végvárává tette, ahol mintegy háromezer lakos, köztük ezerkétszáz katona állomásozott. 1647-ben és 1683-ban legnagyobb része tűzvészben pusztult el. A török elűzése után 1729-től velencei katonai parancsnokság székhelye, igazgatási központ volt. 1797-ig a Velencei Köztársaság része volt, majd miután a francia seregek felszámolták a Velencei Köztársaságot osztrák csapatok szállták meg. 1809-ben az Első Francia Császárság Illír Tartományának része lett. 1815-ben a bécsi kongresszus újra Ausztriának adta, amely a Dalmát Királyság részeként Zárából igazgatta 1918-ig. A településnek 1857-ben 1027, 1910-ben 1085 lakosa volt. Az első világháborút követően előbb a Szerb-Horvát-Szlovén Királyság, majd Jugoszlávia része lett. A délszláv háború során a község nagy része, Gornji Zemunikkal és a Murvica felé eső résszel szerb megszállás alatt volt. 2011-ben 1540 lakosa volt, akik főként mezőgazdasággal, állattenyésztéssel és turizmussal foglalkoztak.

## Lakosság
| Lakosság változása | Lakosság változása | Lakosság változása | Lakosság változása | Lakosság változása | Lakosság változása | Lakosság változása | Lakosság változása | Lakosság változása | Lakosság változása | Lakosság változása | Lakosság változása | Lakosság változása | Lakosság változása | Lakosság változása | Lakosság változása |
| ------------------ | ------------------ | ------------------ | ------------------ | ------------------ | ------------------ | ------------------ | ------------------ | ------------------ | ------------------ | ------------------ | ------------------ | ------------------ | ------------------ | ------------------ | ------------------ |
| 1857               | 1869               | 1880               | 1890               | 1900               | 1910               | 1921               | 1931               | 1948               | 1953               | 1961               | 1971               | 1981               | 1991               | 2001               | 2011               |
| 1.027              | 1.057              | 773                | 797                | 996                | 1.085              | 1.306              | 1.502              | 1.951              | 2.240              | 2.472              | 2.230              | 2.003              | 2.318              | 1.466              | 1.540              |

## Nevezetességei
- A Béke Királynője – Horvátok Királynője tiszteletére szentelt plébániatemploma 1995-ben épült. Egyhajós, kereszt alaprajzú épület, sekrestyével, kőből faragott szembemiséző oltárral és kő ambóval. A Béke Királynőjének fából faragott szobra kő talapzaton áll. 1995-ben szentelte fel Ivan Prenđa koadjutor érsek. Harangtornyában három harang található. A templom alatt két hittanterem van kialakítva. A délszláv háború idején gránáttalálatok következtében a templom és a torony is súlyosan megsérült, de a háború után helyreállították.[2]
- Szent Katalin tiszteletére szentelt régi plébániatemploma[5] a 17. század közepén épült, 1853-ban bővítették. Egy tűzvészben súlyosan megrongálódott, majd 1900-ban megújították és jelentősen feldíszítették. A templom a mai településen kívül a temetőben áll. Főoltára márványból készült, rajta Szent Katalin képe áll. Két márvány mellékoltára Szent József és a Gyógyító Boldogasszony tiszteletére van szentelve Szent József, illetve Szűz Mária fából faragott szobrával. A homlokzat feletti harangépítményben két harang látható. A háború során ez is megrongálódott, de később helyreállították.[2]
- A plébániaházat 1832-ben építették, a háborúban súlyosan megsérült, 1998-ban újjáépítették.[2]